# اوترو ۱۱۲۶
سیارک ۱۱۲۶ (به انگلیسی: 1126 Otero، نامگذاری:1929AC) هزار و صد و بیست و ششمین سیارک کشف شده‌است که در ۱۱ ژانویه ۱۹۲۹ و در هایدلبرگ کشف شد.
قدر مطلق سیارک برابر ۱۲٫۱۰ است.